# حركة حرية الوحدة الإفريقية لشرق ووسط إفريقيا
حركة حرية الوحدة الأفريقية لشرق ووسط أفريقيا أعيدت تسميتها إلى حركة حرية الوحدة الأفريقية لشرق ووسط وجنوب إفريقيا كانت منظمة سياسية أفريقية تم تشكيلها لحملات من أجل استقلال بلدان شرق ووسط إفريقيا (ولاحقًا الجنوب الأفريقي) من حكم الأقلية البيضاء والدول الاستعمارية. تم تشكيل المنظمة في مؤتمر عقد في موانزا تنجانيقا في الفترة من 16 إلى 18 سبتمبر 1958. كان جوليوس نيريري (رئيس تنزانيا فيما بعد) وتوم مبويا من كينيا من بين مؤسسي الوحدة الأفريقية.

## التاريخ
تم تشكيل حركة حرية الوحدة الأفريقية في مدينة موانزا على ضفاف بحيرة فيكتوريا في شمال تنجانيقا تحت قيادة جوليوس نيريري. كان نيريري زعيمًا لاتحاد تنجانيقا الأفريقي الوطني، وهو الحزب الذي قام بحملة من أجل استقلال تنجانيقا.
دعا إلى اجتماع لممثلي الأحزاب القومية في المنطقة الذي عقد في موانزا في الفترة من 16 إلى 18 سبتمبر 1958. وحضره ممثلو الأحزاب السياسية من كينيا وأوغندا وزنجبار ونياسالاند وتنجانيقا لتعبئة القوات وتنسيقها. الجهود المبذولة لتحقيق الاستقلال وولدت من خلالها حركة حرية الوحدة الأفريقية لشرق ووسط أفريقيا.
كان أحد الموضوعات الرئيسية التي نوقشت هي وجود الاتحاد الاستعماري لروديسيا ونياسالاند، المعروف أيضًا باسم اتحاد إفريقيا الوسطى (المكون من نياسالاند وروديسيا الشمالية وروديسيا الجنوبية)، في سياق الكفاح من أجل التحرر الأفريقي.
خشي القادة من أن استمرار وجود الاتحاد الذي يهيمن عليه البيض من شأنه أن يديم الهيمنة الإمبراطورية على المنطقة ويؤدي إلى إنشاء جنوب إفريقيا أخرى كانت خلال ذلك الوقت وحتى أوائل التسعينيات تحت السيطرة البيضاء المطلقة.
كانت حركة حرية الوحدة الأفريقية لشرق ووسط أفريقيا من منظور مفهوم الوحدة الأفريقية، ولعبت دورًا رئيسيًا في تشكيل منظمة الوحدة الأفريقية في أديس أبابا عاصمة إثيوبيا في مايو 1963.